# بيل ستيل
بيل ستيل (بالإنجليزية: Bill Steele)‏ هو لاعب كرة قاعدة أمريكي، ولد في 5 أكتوبر 1885 في ميلفورد في الولايات المتحدة، وتوفي في 19 أكتوبر 1949 في أوفرلاند في الولايات المتحدة.

## وصلات خارجية
- بيل ستيل على موقعبيزبول رفرنس.كوم (الدوري الرئيسي) (الإنجليزية)
- بيل ستيل على موقعبيزبول رفرنس.كوم (الدوري الثانوي) (الإنجليزية)